# Colonia Marina
Colonia Marina é um município da província de Córdova, na Argentina.